# Martin Freeman
Martin Freeman (ur. 8 września 1971 w Aldershot, Wielka Brytania) – brytyjski aktor, znany głównie z ról w serialu BBC The Office, gdzie wcielił się w postać Tima Canterbury’ego, Arthura Denta w adaptacji powieści Autostopem przez Galaktykę Douglasa Adamsa oraz doktora Watsona w serialu Sherlock opartym na twórczości Arthura Conana Doyle’a. Został wybrany jako odtwórca roli Bilbo Bagginsa w filmie Hobbit w reżyserii Petera Jacksona – trzyczęściowej adaptacji powieści J.R.R. Tolkiena.
W 2011 roku Freeman zdobył nagrodę BAFTA w kategorii Najlepszy drugoplanowy aktor telewizyjny za rolę w serialu Sherlock.

## Wczesne życie
Martin Freeman urodził się w Aldershot, w Hampshire, jako najmłodszy z pięciorga dzieci. Jego ojciec, Geoffrey – oficer marynarki, i jego matka rozeszli się, gdy Freeman był dzieckiem. Kiedy miał dziesięć lat, jego ojciec zmarł na zawał serca. Freeman został wychowany w rodzinie katolickiej. Choć jego rodzina nie była ortodoksyjna w swoich praktykach, jego religia miała na niego ogromny wpływ. Jako dziecko Freeman był astmatykiem i musiał przejść operację stawu biodrowego, ze względu na „kłopotliwą” nogę. Uczęszczał do Salezjańskiej (katolickiej) państwowej szkoły średniej w Chertsey przed rozpoczęciem nauki w Central School of Speech and Drama w Londynie.
W edycji programu Who Do You Think You Are? wyemitowanego 19 sierpnia 2009 r., odkrył, że jego dziadek, Leonard Freeman, był lekarzem i po rozpoczęciu II wojny światowej zginął kilka dni przed ewakuacją Dunkierki.

## Życie prywatne
Aktor ma dwoje dzieci: Grace i Joego z byłą partnerką Amandą Abbington, z którą rozstał się w 2016 roku.

### Poglądy polityczne
Jest długoletnim wyborcą Partii Pracy. Jako nastolatek należał do jej młodzieżówki. W sierpniu 2015 wsparł Jeremy’ego Corbyna, kandydującego na przewodniczącego Partii Pracy, mówiąc, że jest bardziej imponujący.

## Filmografia

### Filmy
| Rok  | Film                                 | Rola                      | Uwagi                                              |
| ---- | ------------------------------------ | ------------------------- | -------------------------------------------------- |
| 1998 | I Just Want to Kiss You              | Frank                     | Film krótkometrażowy                               |
| 2000 | The Low Down                         | Solomon                   |                                                    |
| 2001 | Round About Five                     | Mężczyzna                 |                                                    |
| 2001 | Fancy Dress                          | Pirat                     |                                                    |
| 2002 | Ali G Indahouse                      | Ricky C                   |                                                    |
| 2003 | To właśnie miłość                    | John                      |                                                    |
| 2004 | Blake’s Junction 7                   | Vila                      | Film krótkometrażowy                               |
| 2004 | Call Register                        | Kevin                     |                                                    |
| 2004 | Wysyp żywych trupów                  | Declan                    | Cameo                                              |
| 2005 | Autostopem przez Galaktykę           | Arthur Dent               |                                                    |
| 2006 | Confetti                             | Matt                      |                                                    |
| 2006 | Rozstania i powroty                  | Sandy                     |                                                    |
| 2007 | Dedykacja                            | Jeremy                    |                                                    |
| 2007 | Dobranoc, kochanie                   | Gary Shaller              |                                                    |
| 2007 | Hot Fuzz – Ostre psy                 | Sierżant                  |                                                    |
| 2007 | Lonely Hearts                        | The pig                   | Film krótkometrażowy                               |
| 2007 | The All Together                     | Chris Ashworth            |                                                    |
| 2007 | Rubbish                              | Kevin                     | Film krótkometrażowy                               |
| 2007 | Straż nocna (Nightwatching)          | Rembrandt                 |                                                    |
| 2008 | Rembrandt: oskarżam...!              | Rembrandt                 | Film dokumentalny (powiązany z filmem Straż nocna) |
| 2009 | Ale szopka!                          | Paul Maddens              |                                                    |
| 2009 | HIV: The Musical                     | James McKenzie            |                                                    |
| 2009 | Swingowanie z Finkelami              | Alvin Finkel              |                                                    |
| 2010 | Dziki cel                            | Dixon                     |                                                    |
| 2011 | Ilu miałaś facetów?                  | Simon                     |                                                    |
| 2012 | Piraci!                              | Pirat z szalikiem/Numer 2 | Rola głosowa                                       |
| 2012 | Hobbit: Niezwykła podróż             | Bilbo Baggins             |                                                    |
| 2013 | Hobbit: Pustkowie Smauga             | Bilbo Baggins             |                                                    |
| 2014 | Hobbit: Bitwa Pięciu Armii           | Bilbo Baggins             |                                                    |
| 2016 | Whiskey, Tango, Foxtrot              | Iain MacKelpie            |                                                    |
| 2016 | Kapitan Ameryka: Wojna bohaterów     | Everett K. Ross           |                                                    |
| 2017 | Ładunek                              | Andy Rose                 |                                                    |
| 2018 | Czarna Pantera                       | Everett K. Ross           |                                                    |
| 2022 | Czarna Pantera: Wakanda w moim sercu | Everett K. Ross           |                                                    |
| 2023 | Królowa kości                        | Malcolm                   |                                                    |
| 2024 | Dziewczyna Millera                   | Jonathan Miller           |                                                    |

### Telewizja
| Rok       | Serial                         | Rola                       | Uwagi                                       |
| --------- | ------------------------------ | -------------------------- | ------------------------------------------- |
| 1997      | The Bill                       | Craig Parnell              | Sezon 13, odcinek 3: Man Trap               |
| 1997      | This Life                      | Stuart                     | Sezon 2, odcinek 1: Last Tango in Southwark |
| 1998      | Na sygnale                     | Ricky Beck                 | Sezon 13, odcinek 3: She Loved the Rain     |
| 1998      | Picking up the Pieces          | Brendan                    | Sezon 1, odcinek 7                          |
| 2000      | Bruiser                        | różne postacie             | Wystąpił we wszystkich sześciu odcinkach    |
| 2000      | Lock, Stock...                 | Jaap                       | Wystąpił w dwóch odcinkach                  |
| 2000      | Księgarnia Black Books         | Doktor                     | Sezon 1, odcinek 1: Cooking the Books       |
| 2001      | Men Only                       | Jamie                      | TV film                                     |
| 2001      | World of Pub                   | różne postacie             | Wystąpił we wszystkich pięciu odcinkach     |
| 2001–2003 | Biuro                          | Tim Canterbury             | Wystąpił we wszystkich 14 odcinkach         |
| 2002      | Helen West                     |                            | Sezon 1, odcinek 2: Shadow Play             |
| 2002      | Linda Green                    | Matt                       | Sezon 2, odcinek 8: Easy Come, Easy Go      |
| 2003      | The Debt                       | Terry Ross                 | TV film                                     |
| 2003      | Margery and Gladys             | D.S. Stringer              | TV film                                     |
| 2003      | Karol II – Władza i namiętność | Lord Shaftesbury           | TV mini-series                              |
| 2003–2004 | Sprzedawcy                     | Mike                       |                                             |
| 2004      | Opowieść z życia lwów          | Fleck                      | TV film                                     |
| 2005      | The Robinsons                  | Ed Robinson                | Wystąpił we wszystkich sześciu odcinkach    |
| 2007      | Comedy Showcase                | Greg Wilson                | Sezon 1, odcinek 1: Other People            |
| 2007      | The Old Curiosity Shop         | Mr. Codlin                 | TV film                                     |
| 2008      | When Were We Funniest?         | Himself                    | Wystąpił w czterech odcinkach               |
| 2009      | Boy Meets Girl                 | Danny Reed                 | Miniserial                                  |
| 2009      | Micro Men                      | Chris Curry                | TV film                                     |
| 2010–2017 | Sherlock                       | Dr. John Watson            | wygrana BAFTA dla aktora 2. planowego       |
| 2010      | The Girl is Mime               | Clive Buckle; główny aktor | Film krótkometrażowy                        |
| 2014      | Fargo                          | Lester Nygaard             | Sezon 1                                     |
| 2020–2023 | Breeders                       | Paul Worsley               |                                             |
| 2023      | Tajna inwazja                  | Everett K. Ross            | Sezon 1, odcinek 1: Odrodzenie              |

## Nagrody
- Nagroda BAFTA
  - Najlepszy drugoplanowy aktor telewizyjny[3]: 2011 Sherlock